# Житиње (Витина)
Житиње (алб. Zhiti) је насеље у општини Витина, на Косову и Метохији. Атар насеља се налази на територији катастарске општине Житиње, површине 875 ha. Житиње се налази у Горњој Морави, недалеко од Витине. По турском попису из 1455. године у селу је било 25 српских домова. Село је имало цркву посвећену Светој Богородици, која је разрушена. На њеним темељима је 1890. године подигнута нова црква Св. Тројице. Поред сеоске реке налазе се рушевине још једне цркве, која је била посвећена или Св. Николи, или Св. Тројици.
У селу нема више Срба, село је етнички очишћено крајем јула 1999. године, од стране Албанаца, неколико мештана је убијено и све српске куће су најпре опљачкане, а затим спаљене и порушене. До 1999. године, село је бројало око 140 српских кућа. У селу су убијени: Васиљковић Петар, Ђорић Спасоје, Станковић Властимир и Аксић Милица.

## Демографија
Насеље има мешовит етнички састав.
Број становника на пописима:
- попис становништва 1948. године: 750
- попис становништва 1953. године: 837
- попис становништва 1961. године: 943
- попис становништва 1971. године: 1.116
- попис становништва 1981. године: 1.238
- попис становништва 1991. године: 1.425

## Порекло становништва по родовима
Подаци датирају из 1929. године)
Српски родови:
- Гегићи (3 kућа, св. Богородица), староседеоци.
- Ђорчићи (5 kућа, св. Јован), врло стари досељеници из Бугарске.
- Крстићи (13 kућа, св. Арханђео). Старином су из Севца у Сиринићкој Жупи. У Севцу су живели до 1790. године. Након исељавања из Севца живе по мало у Горњој Стубли, Партешу и Коретишту, затим купују имање од Турака Новобрђана око 1810. године. Данашњи потомци су: Арсићи, Михајловићи, (Ђорићи — подогранак Максимовић), (Живковићи — подогранак Васиљковић), (Станковићи — подогранак Зафировић), Павићи, (Савићи — подогранци Аксићи, Костићи и Спасићи).
- Станојевић или Конџолос (1 kућа, св. Вртоломеј); пресељен из Жегре око 1840. године.
- Перић или Колокотра (1 kућа, св. Ђорђе); пресељен из Пожарања око 1860. године.
- Аџи-Перци или Јовићи (2 kућа, св. Ђорђе); пресељени из Трпезе око 1880. године. Пре тога су живели у Рибнику. Потичу од рода Аџи-Перци u Пасјану. Старином су из Носаља.
- Максимовић (1 kућа, св. Ђорђе); пресељен из Горњег Ливоча око 1890. године, а даљом старином је из Владова.
- Доганџић (1 kућа.), досељен од истоименог рода, Грбићи (2 kућа.), досељени од истоименог рода, Батински (1 kућа.), Крстић (1 kућа.), Милошевић (1 kућа.), сви славе св Николу, и сви су досељени из Штрпца у Сиринићкој Жупи 1913. године на купљена имања. Далека старина им је у тетовској страни.
- Кецићи (2 kућа, св. Петка), досељени из Штрпца 1913. године, од истоименог рода. Даља старина им је у околини Пећи у Метохији.
- Власачевић (1 kућа, св. Никола), досељен из Штрпца 1913. године, од истоименог рода.
- Трнић (1 kућа, св. Никола); пресељен 1921. год. из рода Трнића у Врбовцу код Крстића као призетко. Старином су из Шашара.

Српска презимена која су се јављала у селу:
- Аксић, Антић, Арсић, Васиљковић, Димић, Ђорић, Живковић, Зафировић, Илић, Јаковљевић, Кецић, Костић, Максимовић, Марјановић, Мисирлиовски, Михајловић, Павић, Перић, Петковић, Савић, Спасић, Стајић, Станишић, Станковић, Станојевић, Трнић, Урошевић и друга.

Род православних Рома:
- Недељковић (1 кућа, раније св. Василије, сада св. Никола); пресељени из Клокота 1924. године.

Поисламљени и поарбанашени Срби:
- Од рода Гегића две су куће прешле у ислам око 1860. године и ушле у Фис Тсач.
- Од рода Крстића три су куће прешле у ислам око 1860. године. Поисламљене и поарбанашене Крстиће зову још и Рамини по новом имену Рама које је приликом преласка у ислам узео Јова Крстић, и ови су ушли у Фис Тсач.

Албански родови:
- Досељени у првој половини XVIII века из тетовске стране, а даљом старином су из Малесије у Албанији. Сви су од фиса Тсач.